# Sultans of Swing: The Very Best of Dire Straits
Sultans of Swing: The Best Best of Dire Straits — сборник английской группы Dire Straits 1998 года. В течение двух недель находился в чартах: на первой позиции в Финляндии, второй в Норвегии, третьей в Швейцарии и Италии, четвёртой в Австралии, пятой в Австрии, шестой в Германии, Дании и Новой Зеландии и седьмой в Швеции.
Список композиций:
1. Sultans of Swing — 5:52
2. Lady Writer — 3:51
3. Romeo and Juliet — 6:07
4. Tunnel of Love — 8:16
5. Private Investigations (edit) — 5:56
6. Twisting By The Pool — 3:38
7. Love Over Gold (live) — 3:42
8. So Far Away (edit) — 4:05
9. Money For Nothing (edit) — 4:11
10. Brothers In Arms (edit) — 4:57
11. Walk Of Life — 4:14
12. Calling Elvis (edit) — 4:43
13. Heavy Fuel — 5:03
14. On Every Street (edit) — 4:41
15. Your Latest Trick (live) — 5:43
16. Local Hero — Wild Theme (live) — 4:19.

Была выпущена ограниченная версия этого альбома, которая включала 2 компакт-диска. Первый компакт-диск содержал в себе студийные версии известных песен группы, приведённых выше, в то время как второй содержал семь концертных треков, записанных во время тура Golden Heart Марка Нопфлера, на концерте который состоялся в Лондоне в 1996 году
Список композиций со второго диска:
1. Calling Elvis
2. Walk of Life
3. Last Exit to Brooklyn
4. Romeo and Juliet
5. Sultans of Swing
6. Brothers in Arms
7. Money for Nothing